# Платформа для корпоративных мобильных приложений
Платформа для корпоративных мобильных приложений (англ. Mobile Enterprise Application Platform, сокр. MEAP) обеспечивает клиент-серверную среду исполнения и инструменты для разработки корпоративных мобильных приложений, обладающих высокой адаптивностью к различным типам устройств и имеющимся на них операционным системам, поддерживающих автономный режим работы.

## Назначение
MEAP предназначена для того, чтобы упростить процесс разработки программных продуктов для мобильных сотрудников, использующих в работе различные типы мобильных устройств.

В отличие от автономных приложений, MEAP обеспечивает всесторонний, долгосрочный подход для развертывания мобильности. Основная особенность использования MEAP — кроссплатформенность приложений, создаваемых на её базе. К примеру, компания разработав конкретное приложение на базе платформы, может без лишних затрат развернуть его для любых мобильных устройств с различными операционными системами, без изменения бизнес логики.

Платформенные приложения лучше всего подходят компаниям, которые используют мобильные приложения в одной инфраструктуре, которая масштабируется под различное число мобильных сотрудников и доступна в онлайн и офлайн режимах.

Мобильные платформы написаны на языке высокого уровня и используют простые шаблоны, что позволяет упростить процесс и сократить сроки разработки мобильных приложений.

## Правило «трех»
Правило «трех» относится к концепции, разработанной аналитической компанией Gartner, в соответствии с этим правилом компании, которые занимаются разработкой мобильных приложений на базе платформы должны учитывать три основных аспекта:
1. Три и более мобильных приложения разработанных на базе платформы
2. Поддержка трех и более операционных систем
3. Интеграция с тремя и более учётными системами

По данным Gatner, следование этому правилу при разработке мобильных приложений на базе MEAP способствует значительной экономии средств и дает стратегические преимущества.

## Компоненты и функциональные возможности

### Структура
MEAP, как правило, состоит из двух частей: мобильного промежуточного сервера и мобильного клиентского приложения.

Промежуточный сервер — это компонент, являющийся дескриптором для всей интеграционной системы, безопасности, связи, масштабируемости, кроссплатформенности и т. д. Данный компонент не хранит данные, он только передает их из серверной системы на мобильное устройство и обратно. Большинство мобильных платформ так же содержат мобильный конфигуратор, позволяющий компаниям-разработчикам создавать и настраивать мобильные приложения.

Мобильное приложение — это компонент, устанавливаемый на мобильное устройство, подключающийся к мобильному серверу и управляющий пользовательским интерфейсом и бизнес-логикой устройства. Мобильные приложения могут быть развернуты с использованием архитектуры толстый клиент (приложение, обеспечивающее расширенную функциональность независимо от центрального сервера), или тонкий клиент (программа-клиент в сетях с клиент-серверной или терминальной архитектурой, который переносит все или большую часть задач по обработке информации на сервер). Выбор типа приложения («толстого» или «тонкого»), зависит от его сложности, используемого устройства, сферы применения, а также наличия или отсутствия сетевого подключения.

### Особенности и возможности
- MEAP могут поддерживать более одного типа мобильного устройства и операционной системы без использования отдельного набора кодов.
- MEAP обычно содержит промежуточный мобильный сервер, который поддерживает интеграцию соединения, безопасность и управление приложениями.
- Создание пользовательского модуля на базе MEAP решений гораздо легче, поскольку они могут использовать 4GL методы, не требующие написания кода.
- Интеграция с сервером нескольких источников данных SOA из вычислительных баз данных.
- Постоянное совершенствование бизнес платформ делает их доступными для пользователей в любое время и в любом месте.

## Рынок
Рынок программных продуктов категории MEAP постоянно развивается и расширяется. По данным аналитиков TechNavio «Объемы рынка мобильных платформенных приложений достигнет более $1.6 млрд к 2014.»

## Разработчики
По данным аналитического отчета компании Gartner «Магический квадрант платформ для корпоративных мобильных приложений» (2011), были выделены следующие разработчики мобильных платформенных приложений:
- Antenna Software
- Kony Solutions
- Pyxis Mobile
- RhoMobile[англ.]
- Sybase Unwired Platform[англ.]
- Syclo